# Mercedes D.I
Mercedes D.I (E6F) – sześciocylindrowy, rzędowy, chłodzony cieczą tłokowy silnik lotniczy o mocy 74 kW (100 KM), opracowany w 1913 roku przez niemieckie zakłady Daimler. Używany był m.in. do napędu samolotów LVG B.I, Albatros B.I czy Albatros B.II. Dalszy rozwój konstrukcji doprowadził do powstania dysponującego większą mocą silnika Mercedes D.II.

## Historia rozwoju
Silnik Mercedes D.I (znany też pod oznaczeniem E6F) został opracowany w 1913 roku w zakładach Daimler (litera „D” w nazwie silnika oznaczała firmę Daimler). Silnik miał układ górnozaworowy z centralnym wałkiem rozrządu umieszczonym w głowicy, a zgrupowane w trzech parach odlewane cylindry umieszczono pionowo na aluminiowej skrzyni korbowej. Wyposażony był w jeden gaźnik i dwa magneta Bosch. Rozwinięciem konstrukcji był dysponujący większą mocą silnik Mercedes D.II, co osiągnięto przez powiększenie średnicy cylindrów oraz skoku tłoka.

## Opis techniczny

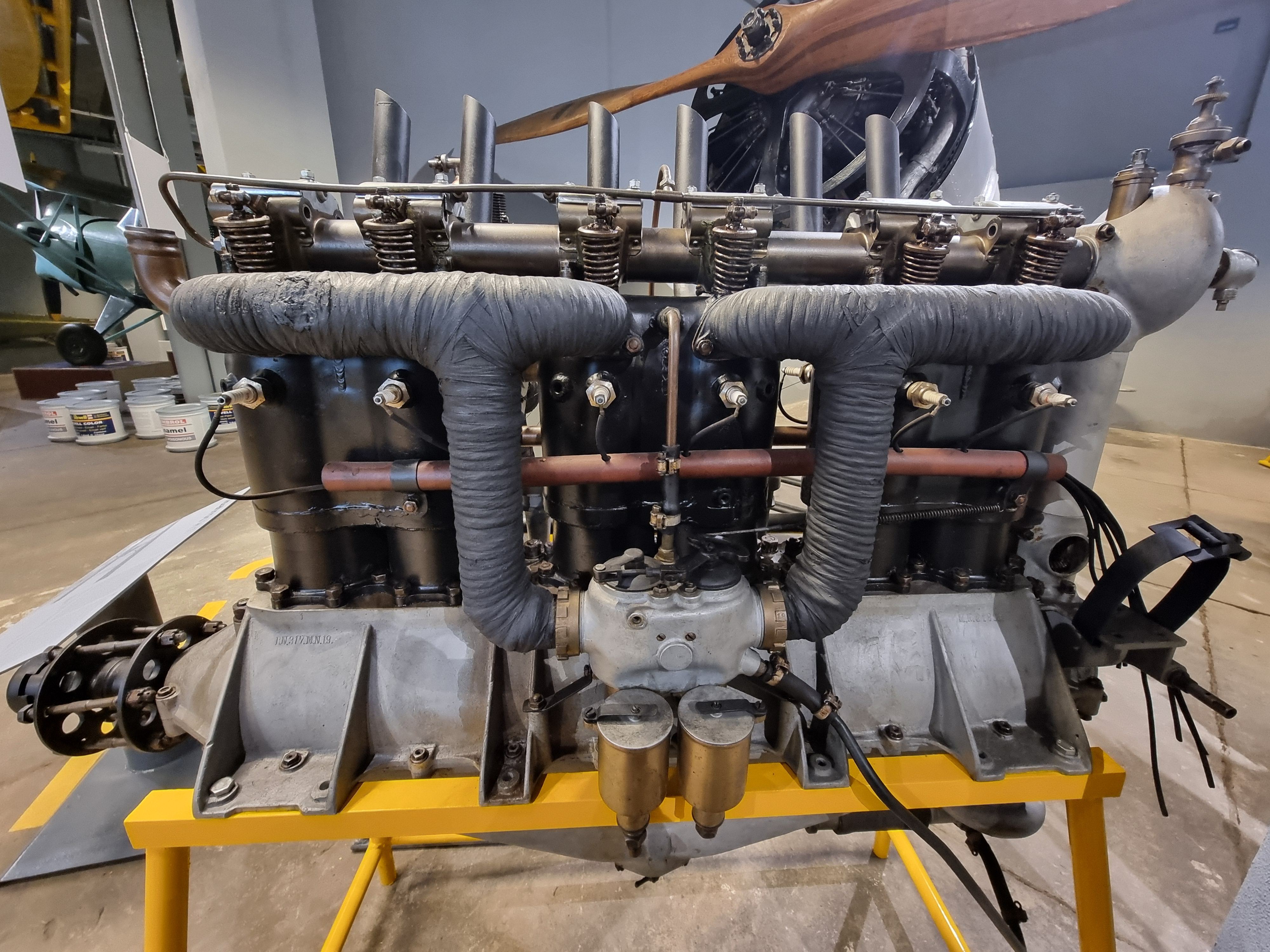
Podobny do D.I silnik Mercedes F-1246 z 1912 roku ze zbiorów Muzeum Lotnictwa Polskiego w Krakowie

Mercedes D.I był sześciocylindrowym, rzędowym, chłodzonym cieczą tłokowym silnikiem lotniczym. Pojemność skokowa wynosiła 9,48 dm³, średnica cylindra 120 mm, a skok tłoka 140 mm. Masa suchego silnika wynosiła 190 kg. Moc maksymalna wynosiła 74 kW (100 KM). Jednostkowe zużycie paliwa kształtowało się na poziomie 0,24 kg na 1 KM w ciągu godziny, a zużycie oleju – 0,015 kg na 1 KM w ciągu godziny.

## Zastosowanie
Silnik Mercedes D.I stosowany był w następujących płatowcach:
- samoloty myśliwskie – DFW Floh[5], Halberstadt D.I[6], LFG Roland D.I[7], Pfalz E.V[8],
- samoloty wielozadaniowe klasy B – AEG B.I[9], Albatros B.I[10], Albatros B.II[2][11], Aviatik B.I[12], DFW B.I[13], DFW B.II[14], Euler B.II[15], Gotha LD.2[16], Gotha LE.3[17], Halberstadt B.I[18], Halberstadt B.II[18], LVG B.I[19],
- samoloty rozpoznawcze – Kondor Taube Typ H[20], Rumpler B.I[21],
- samoloty bombowe – AEG G.I[22], Albatros G.I[23],
- wodnosamoloty – Friedrichshafen FF.19[24], Friedrichshafen FF.29A[25], Friedrichshafen FF.33A[26], Gotha WD.22[27],
- samoloty doświadczalne – Albatros L 9[28], Siemens-Schuckert Bulldog[29].

### Zastosowanie w lotnictwie polskim
Niewielka liczba silników Mercedes D.I znalazła się na wyposażeniu samolotów pochodzenia niemieckiego Albatros B.I i Albatros B.II, użytkowanych w początkowych latach istnienia polskiego lotnictwa. Jednostki napędowe tego typu zamontowane były na płatowcach B.I nr 817/14 i nr 6199/?? oraz B.II nr 817/17, nr 1013/17, nr 1290/17, nr 1765/17 i nr 2139/17.